# Blow by Blow
Blow by Blow — второй студийный альбом британского гитариста Джеффа Бека, выпущенный в 1975 году на Epic Records. Альбом добрался до 4-й позиции в чарте Billboard Top LPs & Tape и получил платиновый статус, что крайне непривычно для инструментального альбома.

## История создания
К тому времени, когда трио Beck, Bogert & Appice распалось в 1974 году, Джефф Бек был серьёзно увлечён творчеством Mahavishnu Orchestra, прорывной группы стиля джаз-рок фьюжн, а также альбомом Spectrum барабанщика Билли Кобэма с гитаристом Томми Болином. Spectrum фактически стал знаковым для Бека, раскрыв метод для рок-гитаристов играть джазовые композиции без реальной джазовой подготовки.
Кроме упомянутых гигантов джаз-рок сцены Джефф Бек был под впечатлением от малоизвестной британской джаз-фанк группы Upp, с которой познакомился в 1973 году. Бек даже спродюсировал и исполнил гитарные партии на их одноимённом дебютном альбоме 1975 года.
«Я хотел записать инструментальный гитарный альбом», — сказал Джефф Бек. «Я понял, что о другом вокальном альбоме не может быть и речи, потому что не было свободных вокалистов, которые бы мне понравились».
Диск Blow by Blow записывался в лондонской AIR Studios в октябре 1974 года в сопровождении клавишника Макса Миддлтона (бывшего участника Jeff Beck Group), а также сессионных музыкантов Фила Чена на басу и Ричарда Бейли на барабанах. Стиви Уандер, в дополнение к написанию двух песен в альбоме — «Cause We’ve Ended as Lovers» и «Thelonius» — играл на клавинете в последней. В качестве продюсера Бек пригласил Джорджа Мартина, ранее работавшего с Mahavishnu Orchestra. «Работать с кем-то такого калибра… он сделал мою карьеру», — сказал Бек о работе с Джорджем. «Без него, кто знает, что бы случилось». 
«Blow by Blow ознаменовал собой важное изменение в моей жизни», — сказал Бек в 1999 году в интервью изданию Guitar Player. «Я исследовал совершенно другое направление, но оно пришло почти случайно. Раньше я всегда выступал с певцами и придумывал гитарные риффы, но Макс Миддлтон продолжал бросать в меня эти прекрасные аккорды, и Стиви Уандер сочинил несколько красивых мелодий, так что у меня не было другого выбора, кроме как следовать им. Это было похоже на то, чтобы начать все сначала, как будто я никогда раньше не играл на гитаре».

## Об альбоме
«You Know What I Mean» — вступительный трек альбома, запоминается цепляющим фанковым гитарным тоном, вдохновлённым «Get Up» Джеймса Брауна. Онлайн-издание Mixdown Magazine, включившее эту композицию в свой рейтинг «10 лучших джаз-фанковых джемов всех времён», пишет: «Линейный гитарный рифф Бека идёт в тандеме с пронзительной синтезаторной линией, в то время как партии клавинета Макса Миддлтона вытеснены в левый и правый каналы микса, чтобы освободить место для парящих соло Бека».
Откровенные элементы R&B компенсируются перекрёстным затуханием в «She’s a Woman», кавер-версии Леннона-Маккартни эпохи The Beatles с аранжировкой в стиле ямайского регги, усиленной звуками ток-бокса Бека и многогранным мелодичным соло на основе блюза.
Третий номер альбома «Constipated Duck» — оригинальная композиция Джеффа в стиле Motown, опровергающая глупое название. Трек запоминается своей темой — ритмически заряженной игрой в манере double-stop, которая исполняется пальцами, что свидетельствует о растущей тенденции Бека к игре пальцами, которая станет для него нормой в 1980-е годы
«Air Blower» — ещё одна отличная фанковая композиция, в которой Бек исполняет гитарные фразы, непринуждённо выражающие внутреннюю борьбу, прежде чем перейти к мрачному фьюжн-блюзу. Именно взаимодействие гитары Бека и клавишных Макса Миддлтона делает его одним из самых интересных номеров альбома, особенно после первой части в три с половиной минуты, когда группа переходит к медленному джему, который делает неожиданные повороты.
Клавишник Макс Миддлтон стал основным генератором идей на протяжении всего альбома, выступая в качестве соавтора большинства оригинальных материалов Бека. Композиция «Scatterbrain», завершающая первую сторону пластинки, является совместной работой Джеффа с Максом Миддлтоном и живым диалогом между гитарой Бека и ударными Ричарда Бейли. Песня начинается с завораживающего мелодичного риффа, который задаёт основу для виртуозной игры Бека. Его тон тёплый и полный, с характерным звуком, который мгновенно узнаваем. Мелодия развивается в серию быстрых соло, в которых Бек расширяет границы своего инструмента. На протяжении всей композиции игра Бека одновременно душевная и энергичная, демонстрирует его способность вкладывать эмоции и чувства в каждую ноту. 
Композицию «Cause We’ve Ended as Lovers», посвящённую блюзовому гитаристу Рою Бьюкенену, сочинил Стиви Уандер. Журнал Guitar World, включивший гитарное соло Бека из мелодии «Cause We’ve Ended as Lovers» в свой список «50 лучших гитарных соло всех времён», считает, что возможно, это величайшее проявление динамического контроля на электрогитаре. «Используя громкость гитары и варьируя атаку, Бек переходит от чистого к грязному и от едва слышимого к яростному». Газета The New York Times считает эту композицию одной из лучших баллад, исполненных Беком. «Он играет её с длинными фразами и постоянно меняющимися нюансами тона: как диалог, как пронзительный плач, как горькие самообвинения, как мучительная мольба, как хрупкий шанс на надежду. От начала до конца она поёт».
Следующий трек, «Thelonius», ставший подарком Стиви Уандера Беку в качестве благодарности за работу над альбомом Talking Book, был посвящён легендарному джазовому пианисту Телониусу Монку. Номер выглядит как тяжёлая фанк-роковая пьеса с блюзовой мелодией, обработанной октавным делителем и ток-боксом, подкреплённым «wah»-эффектом. «Thelonious» является одной из самых важных творческих работ Бека, демонстрирующих его взаимодействие с клавинетом Уандера. 
Макс Миддлтон также написал полностью номер «Freeway Jam». Энергия мелодии «Freeway Jam» была просто фантастической — она была записана вживую в студии, без наложений и всего за один дубль. Издание Far Out Magazine особо выделяет эту композицию: «Преодолевая разрыв между блюзом, роком и фанком, Бек держится в центре внимания своим ведущим тоном, который звучит более агрессивно, чем когда-либо. „Freeway Jam“ также является прекрасным примером того, как Бек может слиться со своими товарищами по группе, погружаясь и выходя из аранжировки, в то время как остальная часть группы продолжает двигаться по шоссе».
Завершающая альбом композиция «Diamond Dust» написана гитаристом Берни Холландом из группы Hummingbird. Её атмосферное звучание подчёркивается пышной оркестровкой Джорджа Мартина, с обработанным Fender Rhodes Миддлтона и эмоциональной, вокально-элегантной гитарой Бека. Джефф прокладывает свой сложный гармонический путь и прекрасную неуловимую мелодию с мастерством опытного джазового исполнителя.

## Релиз и концертный тур
Три сингла из альбома: «Cause We’ve Ended as Lovers», «She’s a Woman» и «You Know What I Mean» были выпущены в Японии, Великобритании и США соответственно, но все три не попали в чарты. Тем не менее, первые две песни, наряду с «Freeway Jam», часто транслировались на FM-радио, что помогло альбому быстро подняться на 4-ю позицию в чарте альбомов Billboard Top LPs & Tape.
Впоследствии, несмотря на успех альбома, сам Джефф Бек критически относился к Blow by Blow, считая, что его вообще не стоило записывать.
После выпуска Blow By Blow Джефф Бек вместе с Максом Миддлтоном отправились в концертное турне для продвижения альбома. Джефф посчитал, что Ричард [Бейли] не будет подходящим барабанщиком, потому что он был слишком молод и неопытен для игры на больших аренах. Поэтому место барабанщика занял Бернард Пурди, а басистом стал Уилбур Баскомб. Группа Джеффа выступала в первом отделении перед Mahavishnu Orchestra Джона Маклафлина. Восхищение Джеффа техникой Маклафлина было настолько велико, что он отказался выступать хедлайнером даже после того, как альбом Blow by Blow стал хитом в чарте Billboard.
CD-версия альбома прошла ремастеринг и была выпущена 27 марта 2001 года на Epic Records.

## Признание и критика
Ведущие гитаристы современности называют Blow by Blow среди лучших гитарных альбомов: Эдди Ван Хален, Дэвид Гилмор, Стив Вай, Михаэль Шенкер, Ули Джон Рот, Джейсон Беккер, Алекс Лайфсон, Брюс Кулик, Алекс Сколник.
Обозреватель издания Guitar World так выразил своё отношение к альбому:

В целом, это такая запись, которая оставляет неизгладимое впечатление каждый раз, когда вы её слышите. Подкрепленный юношеской, и в то же время игривой бравадой Бека, это magnum opus, который может легко удержать внимание любого слушателя, независимо от того, играет он на гитаре или нет.
Оригинальный текст (англ.)All in all, it’s the kind of record that leaves a long-lasting impression every time you hear it. Bolstered by Beck’s youthful and at time playful bravado, it’s a magnum opus that can easily hold any listener’s attention, regardless of whether they play guitar or not.

Крупнейшая музыкальная база Discogs включила Blow by Blow в свой список «20 важнейших джаз-фьюжн альбомов». Обозреватель Брендон Осли считает, что «Бек сосредоточился на разнообразной палитре тонов, тембров и задающих настроение фраз, которые определили его как настоящего созидателя. В отличие от предыдущих попыток, он исполняет безупречные композиции, причём каждый трек несёт свой вес, наполненный упругими басовыми грувами, клавишными упражнениями и идеально выполненным ударным сопровождением».

## Список композиций
| №  | Название               | Автор(ы)                                        | Длительность |
| -- | ---------------------- | ----------------------------------------------- | ------------ |
| 1. | «You Know What I Mean» | Джефф Бек, Макс Миддлтон                        | 4:02         |
| 2. | «She’s a Woman»        | Джон Леннон и Пол Маккартни                     | 4:28         |
| 3. | «Constipated Duck»     | Джефф Бек                                       | 2:50         |
| 4. | «Air Blower»           | Джефф Бек, Макс Миддлтон, Фил Чен, Ричард Бэйли | 5:07         |
| 5. | «Scatterbrain»         | Джефф Бек, Макс Миддлтон                        | 5:30         |

| №  | Название                      | Автор(ы)      | Длительность |
| -- | ----------------------------- | ------------- | ------------ |
| 1. | «Cause We’ve Ended as Lovers» | Стиви Уандер  | 5:51         |
| 2. | «Thelonius»                   | Стиви Уандер  | 3:17         |
| 3. | «Freeway Jam»                 | Макс Миддлтон | 4:57         |
| 4. | «Diamond Dust»                | Берни Холланд | 8:24         |

## Участники записи
Список составлен по сведениям базы данных Discogs.
| Музыканты: - Джефф Бек — гитара, бас-гитара - Макс Миддлтон — клавишные - Фил Чен — бас-гитара - Ричард Бэйли — ударные, перкуссия - Стиви Уандер — клавишные («Thelonius») | Технический персонал: - Джордж Мартин — продюсер, аранжировка «Scatterbrain» и «Diamond Dust» - Вик Анесини — мастеринг - Деним Бриджес — звукоинженер - Стивен Сэпер — звукоинженер - Джон Берг — дизайн - Джон Коллер — оформление обложки |

## Позиции в хит-парадах
| Год  | Хит-парад                      | Высшая позиция | Пребывание в чарте |
| ---- | ------------------------------ | -------------- | ------------------ |
| 1975 | Австралия (Kent Music Report)  | 28             | нет данных         |
| 1975 | Канада (RPM Albums Chart)      | 3              | 25 недель          |
| 1975 | Новая Зеландия (RMNZ)          | 38             | 1 неделя           |
| 1975 | США (Billboard Top LPs & Tape) | 4              | 25 недель          |
| 1975 | Япония (Oricon)                | 27             | нет данных         |

| Год  | Хит-парад                          | Позиция |
| ---- | ---------------------------------- | ------- |
| 1975 | Канада (RPM Year-End)              | 24      |
| 1975 | США (Billboard Top Popular Albums) | 76      |

## Сертификации
| Регион                                                      | Сертификация | Продажи    |
| ----------------------------------------------------------- | ------------ | ---------- |
| Канада (Music Canada)                                       | Золотой      | 50 000^    |
| США (RIAA)                                                  | Платиновый   | 1 000 000^ |
| ^ Данные о тиражах приведены только на основе сертификации. |              |            |